# Nome unissex
Um nome unissex (também conhecido como nome sem gênero, nome neutro, andrógino ou ambíguo) é um prenome que não é específico de um gênero apenas. Um nome popularmente unissex é Ariel. Nomes unissex podem variar dependendo da região, cultura ou língua. Em contrapartida, alguns países têm leis que impedem nomes unissex. Em outros países ou culturas, as normas sociais opõem-se a tais nomes e as transgressões podem resultar em discriminação, ridicularização e abuso psicológico.
Os nomes podem ter diferentes conotações de gênero de país para país ou de idioma para idioma. Por exemplo, o nome masculino italiano Michele é entendido como um nome feminino em muitos idiomas.
Os pais podem dar aos seus filhos o nome de uma pessoa de outro sexo, o que – se for feito de forma generalizada – pode fazer com que o nome se torne unissex. Por exemplo, os cristãos, especialmente os católicos, podem dar a uma criança um nome do meio do sexo oposto, por exemplo, nomear um filho como Maria em homenagem à Virgem Maria, ou nomear uma filha como José em homenagem a São José.
Alguns nomes masculinos e femininos são homófonos, pronunciados da mesma forma para ambos os sexos, mas escritos de forma diferente, como René e Renée. Esses nomes não são estritamente unissex.

## Exemplos
Na África, Ade, Ekei, Efe e Lesedi são exemplos de nomes unissex. Em arábico, Rayan e Zain são considerados unissex.
Alguns caracteres chineses têm conotações masculinas ligadas a eles (por exemplo, 偉 (wěi), 冠 (guàn), 宏 (hóng), 廷 (tíng), 傑 (jié), 豪 (háo)), alguns têm conotações femininas (por exemplo, 娟 (juān), 妍 (yán), 淑 (shú), 卉 (huì), 晴 (qíng), 薇 (wéi)), e alguns podem ser totalmente neutros em termos de gênero ou só ganharão uma inclinação masculina/feminina quando combinados com outro caractere que tenha uma inclinação específica (por exemplo, 家 (jiā), 安 (ān), 子 (zǐ), 文 (wén), 品 (pǐng), 華 (huá)). Alguns nomes próprios chineses podem ter a mesma pronúncia, mas usar caracteres diferentes associados a gêneros diferentes para dar ao nome uma associação de gênero.
Nehal, Sonal, Sonu, Snehal, Niral, Pranjal e Anmol são comumente usados para nomear meninos e meninas em estados ocidentais da Índia, como Gujarat. Da mesma forma, nomes como Kajal, Sujal, Harshal, Deepal, Bobby, Mrinal, Jyoti, Shakti, Nilam, Kiran, Ashwini, Shashi, Malhar, Umang, Shubham e Anupam também são nomes neutros em termos de sexo ou nomes unissex muito comuns na Índia. A maioria dos primeiros nomes punjabis siques, como "Sandeep, Gurdeep, Kuldeep, Mandeep", "Surjeet, Gurjeet, Kuljeet, Harjeet, Manjeet", "Harpreet, Gurpreet, Jaspreet, Kulpreet, Manpreet", "Prabhjot, Harjot, Gurjot, Jasjot" e "Sukhjinder, Bhupinder, Jasbinder, Parminder, Kulvinder, Harjinder, Ranjodh, Sheeraz, Hardeep, Kirandeep, Sukhdeep, Govindpal, Encarl, Rajan" são nomes unissex e igualmente comumente dados a ambos os sexos.
Apesar de haver apenas um pequeno número de nomes unissex japoneses em uso, eles são muito populares. Muitas celebridades japonesas famosas, como Hikaru Utada, Jun Matsumoto, Ryo Nishikido e Izumi Sakai, têm nomes unissex.
Ji-min, Jihyun, Kim, Tae-yeon e Joo-hyun são exemplos de pronomes coreanos que são unissex.
Real Academia da Língua Basca possui uma lista de nomes unissex. Alguns deles são Amaiur, Elur, Izar e Joar.
Em holandês, Sam, Willy, Senna e Indy são nomes unissex populares.